# 298年
| 千纪： | 1千纪                                                                                           |
| 世纪： | 2世纪 \| 3世纪 \| 4世纪                                                                         |
| 年代： | 260年代 \| 270年代 \| 280年代 \| 290年代 \| 300年代 \| 310年代 \| 320年代                       |
| 年份： | 293年 \| 294年 \| 295年 \| 296年 \| 297年 \| 298年 \| 299年 \| 300年 \| 301年 \| 302年 \| 303年 |
| 纪年： | 戊午年（马年）；西晋元康八年                                                                    |

## 大事记
- 阿勒曼尼人以步騎13萬越過萊茵河，圍攻林格勒（Lingones）城，羅馬帝國將領君士坦提烏斯一世（君士坦丁大帝之父）援軍大舉趕至，雙方激戰一日，阿勒曼尼人被迫撤軍，隨後南下進入阿爾卑斯山區，遭羅馬方面再度擊敗，此後一連58年雙方幾乎相安無事。
- 羅馬帝國東部凱撒伽列里烏斯經亞美尼亞對美索不達米亞北部發動攻勢，接連戰勝薩珊王朝。

## 各国领袖

### 亞洲
- 中國 - 西晋皇帝：晋惠帝司马衷（290年－306年）
- 拓跋部 - 
  - 拓跋禄官，东部大人（295年－307年）
  - 拓跋猗㐌，中部大人（295年－305年）
  - 拓跋猗卢，西部大人（295年－316年）
- 铁弗 - 誥升爰（272年－309年）
- 南匈奴 - 劉淵，左部帅（279年－304年）
- 慕容鲜卑 - 慕容廆（285年－333年）
- 仇池 - 杨茂搜（296年－317年）
- 朝鲜半岛（朝鲜三国时代）
  - 百济 -

  1. 責稽王，百济王（286年－298年）
  2. 汾西王，百济王（298年－304年）

  - 伽耶 - 居叱弥王，伽耶君主（291年－346年）
  - 高句丽 - 烽上王，高句丽王（292年－300年）
  - 新罗 -

  1. 儒禮尼師今，新罗王（284年－298年）
  2. 基臨尼師今，新罗王（298年－310年）
- 日本- 誉田别尊，倭国国王（270年－310年）
- 亚美尼亚- 梯里达底三世，亚美尼亚王（287年－330年）
- 古卡特利王国（格鲁吉亚库思老王朝） - 米利安三世，伊比利亚国王（284年－361年）
- 贵霜帝国- Vasudeva二世（c.290－310年）
- 印度笈多王朝 - 瓶首王（英语：Ghatotkacha (king)），笈多国王（280年－319年）
- 西薩特拉普王朝- Vishwasen（295年－304年）

### 中东
- 东罗马帝国（四帝共治制） - 
  - 戴克里先，东方奥古斯都（284年－305年）
  - 伽列里乌斯，东方凯撒/执政官（293年－311年）
- 波斯萨珊王朝 - 纳塞赫，波斯沙汗沙（293年－302年）

### 欧洲
- 西罗马帝国（四帝共治制） - 
  - 馬克西米安，西方奥古斯都（286年－305年）
  - 君士坦提烏斯一世，西方凯撒/执政官（293年－306年）
- 爱尔兰 - Fiacha Sraibhtine，爱尔兰高王（285年－322年）

### 非洲
- 库施王朝 - Yesebokheamani（283年－300年）
- 阿克苏姆王国王朝 - Ella Amida（c.300－c.320年）

## 出生
- 司马绍，（298年-325年，27岁），晋朝皇族，东晋皇帝。322年即位，在位4年。
- 基临尼师今（298年～310年，12岁），新罗第15代君主。助贲王之孙、父乞淑；或称乞淑为助贲王之孙。公元307年，改国号为新罗

## 逝世
- 马隆，256年—298年
- 儒里尼师今，284年—298年